# Wallace (Dakota Południowa)
Wallace – miasto w Stanach Zjednoczonych, w stanie Dakota Południowa, w hrabstwie Codington.

## Demografia
Według spisu ludności z 2020 roku w Wallace mieszkało 91 osób.